# Alina Jahupova
Alina Oleksandrivna Jahupova (in ucraino Аліна Олександрівна Ягупова?; Dnipropetrovs'k, 9 febbraio 1992) è una cestista ucraina.

## Carriera
È stata selezionata dalle Los Angeles Sparks al terzo giro del Draft WNBA 2013 (34ª scelta assoluta). La scelta è stata successivamente annullata dalla lega.
Con l'Ucraina ha disputato quattro edizioni dei Campionati europei (2013, 2015, 2017, 2019).